# Европске медицинске школе у средњем веку
Европске медицинске школе у средњем веку су најстарије образовне установе и универзитети који су на тлу Европе настали и развијали се од старих латинских медиицинских школа које су продужиле рад и након пада Римског царства. Историјски гледано, иако су универзитети оснивани рано, већ у 9. веку, њихова стварна организација рада почиње тек крајем 13. века.

## Први универзитети
Први универзитети су створени у циљу неговања науке и извођења наставе, а поникли су пре основних и средњих школа. Сам назив универзитет у знаку појма и речи „универзум“ (лат. universitas), првобитно је употребљаван у значењу другачијем од данашњег, i њиме се изражавала тежња за укупношћу, удруженошћу, јединством, и није означавала свеукупност образовања, већ боравак свих ученика и наставника на једном месту, у једној установи. Тако и први називи високих школа носе назив лат. Universitas magistrorum et scolarum“. Поред овог назива у средњем веку коришћени су  и називи: Studium Generale у Италији, Француској и Енглеској, а у Немачкој Gymnasium и на њима се првобитно изучавало право, филозофије и теологије. Медицински факултет у Монпељеу, где се изучавала само медицина, носио је назив Univerziteta.
Универзитети кроз историју средњовековне медицине имали су важну улогу у друштвеним и политичким збивањима, нарочито у сучељавању ставовова, па и медицинских, црквених и световних власти. Црква и држава, истовремено, желеле су да на својој страни имају подршку универзитета. Универзитети у том историјском периоду нису много допринели развоју медицинске науке, баш због тих тежњи властодржаца и клера, који су спутавани развој научне медицинске мисли, али су и поред тога први универзитети „припремили терен“ и постали центри будућег експанзивног развоја укупне науке и културе.
Уз много потешкоћа, прошавши кроз неколико векова многе тешкоће, тек крајем средњег века медицински факултети и универзитети добили су статус и праву организацију. Ректори, декани и канцеларијуси били су на челу управе универзитета. Бирали су их наставници и студенти. Универзитети су све више добијали и уживали аутономију и посебне повластице. Помагали су их и финансирали: град, комуна, локални властодржац, црквене власти и сам владар.

## Предуслови који су владали пре оснивања школа
На почетку, периода средњовековну културу прати развојна специфичност медицине. Медицина средњег века се развојно наставља на медицинска сазнања старог века, од кога је наследила сва писана медицинска сазнања и облике школовања из претходних бар три хиљаде година стварања на европском и азијском континенту. 
Међутим средњовековна медицина је последња три века пре појавее ренесансе заостајала због учвршћивања и уградње у себе основа црквене схоластике. Медицина тог периода борила се са догматским хришћанским забранама и ограничењима, јер се са ученим (школованим) лекарима појавио и немали број приучених лекара и надрилекара. Све је то за последицу имало застој развоја медицинске мисли, али и велику друштвену штетност будући да су били чести сукоби у лекарском сталежу вођени у бројним судским процесима оног времена.
Медицину средњег века и школство уопште, оптерећивала је глад (последица ниске производне продуктивности), епидемије куге и лепре као посебне две непобедиве пошасти оног доба. Тек када је у 14. веку епидемија куге опустошила Европу (помрло је више од четвртине становника) схваћена је сва немоћ схоластичка медицине и неопходност трагања за нужном, научном истином и школовањем медицинских кадрова.
У средњем веку европско школство развијало се паралелно са развојем средњовековне медицине у Византијском царству и Западноевропском делу Римског царства. Школа су се већим делом Средњег века налазила у рукама цркве. Додуше, у 12. и 13. веку у градовима отваране су и школе које нису биле зависне непосредно од цркве, али настава извођена у њима имала је првенствено црквено-религиски карактер. У почетку наставници су у свим медицинским школама били свештеници или монаси, који су по правилу предавали у чисто религиском духу. У том смислу манастирска хришћанска медицина настала је још у 6. веку у Италији. Поникла је у јужној Италији, на Калабрији и на Сицилији јер је тамо још од времена Римске царевине било највише лекара. 
Свети Бенедикт (489-543) један је од првих оснивача медицинске школе у јужној Италији. Он је свом основном братству наложио да се старају о болеснима и отварају манастирске болнице. Те обавезе је опширније образложио и објаснио у тачки 36 Правила о бенедиктански монашком реду. Период отварања манастирских болница и медицинских школа карактерише и отварање манастирских библиотека у којима су поред црквених књига постојала и дела старих грчких писаца из области медицине. Монаси преписују и преводе те медицинске књиге на латински језик. Отварају се и прве апотеке при манастирима, а лековито биље монаси све више узгајају у манастирским вртовима, и на њему заснивају лечење. Коначно, у манастирима широм Европе почеле су да се отварају медицинске школе. Тако се може рећи да је манастирска хришћанска медицина и медицинско школовање, трајало око пет векова. 
Манстирска медицина је престала да постоји, одлукама црквених сабора у земљама Европе када је током 12 века (у  Латерну 1213. године), забрањено обављања лекарске професије свештеницима и монасима.

## Први кораци
Иницијатива за отварање универзитета проистицала је најчешће од црквених управних власти, које су их стварале спајањем манастирских и епископских школа са приватним световним школама. По добијању благослов од цркве за наставни план и програм, школе су осниване и почињале да раде истовремено потчињене црквеним властима, а универзитети су имали скоро исти статут као и манастирске и епископске школе. 
Универзитетску управу у Француској, у почетку, сачињавао је сам иницијатор и оснивач школе, који се звао „scolatre“ или „scolasticus“, а његова предавања називана су „scolastica“. Студенти нису учествововали у прављању универзитетом. 
Почетком 13. века, у једном свом писму упућеном париским студентима, папа Хоноријус први пут употребљава реч „facultas“. После тога се помињу прва четири „факултета“, и то „theologia“, „jus“, „scientia“ ili „medicina“, и „ars“ или „lettre“ у Француској и „philosophia“ у Немачкој.
Негујући подједнако све науке на сва четири факултета, једнакост свих универзитета није постојала, те су на једнима преовладавали једни, на другима други факултети. Тако су универзитети у Салерну и Монпељеу били чувенији по својим медицинским факултетима, универзитет у Болоњи по свом правном факултету, а универзитет у Паризу по теолошком.

## Циљеви, критеријуми и облици високог медицинског образовања
Образовање лекара на принципима универзитетског стицања знања из медицине настало је у средњем веку у Италији. Усавршавање образовног програмираног школовања лекара је континуирано од формирања првих медицинских факултета и траје скоро 1.000 година.
На почетку настанка и развоја средњовековни универзитети су имали важну улогу у друштвеним и политичким збивањима, нарочито у споровима црквених и световних власти, које су настојале да на својој страни имају подршку универзитета. Због многобројних уплитања у њихов рад универзитети тог времена нису много допринели развоју медицинске науке. Спутавани су снажним утицајима цркве и властодржаца, али су припремили терен и постали центри будућег експанзивног развоја укупне науке и културе.
Главни циљеви на којима се високог медицинско образовање, још од својих почетака, заснивало било је:
1. Преношење научних стручних знања и вештина.
2. Унапређивање и развој медицинске науке и струке.
3. Обезбеђивање научног и стручног лекарског подмладка. 
4. Пружање могућности појединцима да под једнаким условима стекну високо образовање и стекну право да се образују током читавог живота. 
5. Повећање броја лекара у медицинској науци и медицинској струци.
Студенти су примани на универзитете на основу разних критеријума, али лакших од данашњих. Кандидат је требало да има минимум основног образовања стеченог код приватних учитеља и елементарно знање латинског језика и 14 година живота. Пре уписа на универзитет кандидат је полагао је пријемни испит након којег је стицао статус студента. Студенти су пре започињања медицинских студија похађали факултет вештина због недостатка одговарајућег образовања. 
Професори су имали обавезу и право да се баве наставом и науком. Материјалну надокнаду су примали од студената који су плаћали школовање и своје испите. Професори су на универзитету кроз историју и у различитим земљама Европе имали су у прво време звања - magister, doctor, maitre, regent, master а најчешће leitor. На првим европским медицинским факултетима изучавана су на теоретској основи дела Хипократа, Галена, Авицене, Разеса и других чувених лекара. Практична настава или је недостајала или није била довољна. 
Студент је после одслушане наставе стицао право да полаже испит. Медицинске студије су трајале пет година а на универзитетима у Енглеској и осам година. Стечене дипломе предаване су на врло свечан начин и после тог чина студент је стицао право да се самостално бави лекарском праксом.

### Цариградски универзитет
Када је Константинопољ постао престоница царства и важно средиште хришћанске вере, указала се потреба да он постане и важан интелектуални и културни центар Римског царства. У интелектуалном погледу у том периоду као центри, пре свега паганске учености, важили су Атина и Александрија. Престоница је и на овом пољу морала да се издигне изнад провинцијских градова славне прошлости и демонстрира вредности нове похришћањене учености. Царица Атенаида је по доласку у Цариград са собом довела и седморицу паганских филозофа из Атине. Интелектуални утицај учене царице свакако је био снажан на двору и у престоници. Могуће да је једно од његових последица било и оснивање универзитета на цариградском Капитолу 425. године.
Наиме универзитет у Константинопољу званично основао Теодосије II, својим декретом од 27. фебруара 425. године, Настава на универзитету изводила се на грчком и латинском језику. Грчки предавачи су ипак били нешто бројнији што нам указује да је у Цариграду хеленски језик већ преузео примат као језик учености и науке. Наставу на установљеним катедрама за грчку и латинску граматику и реторику, право и филозофију изводио 31 предавач: по десет грчких и латинских граматичара, три латинска и пет грчких ретора, два правника и један филозоф. Поред филозофије, аритметике и геометрије настава је држана и из медицине и права. Предност је дакле дата практичним дисциплинама, потребним будућим властодршцима Царства.  Универзитет је и у тим временима, баш као и данашњи универзитети, привлачио младе људе из свих крајева, тако да имамо податке да су у том периоду неки од ученика долазили чак и из далеке Јерменије.
Услед недостатка извора, тешко је пратити даљи развој и улогу Теодосијевог универзитета, нарочито у „мрачним временима“ 7. и 8. века. Познато нам је ипак да је неку врсту високошколске установе обновио на Магнаварском двору средином 9. столећа цезар Варда, ујак цара Михаила III.

### Универзитети на Западу Европе
Крсташки ратови, развитак робно-новчане привреде и успон градова утицао је на то да школе учине значајан корак напред. Од 12. века почело је формирање виших школа, универзитета. Читаво универзитетско уређење, онако какво се примењује у Европи до дана данашњег, настало је још у првим вековима постојања универзитета. Подела универзитета на факултете почета је у 13. веку.
Најчешће је на универзитетима у Европи постојао припремни факултет, такозвани артистички (лат. facultas artium) на коме се похађало седам слободних вештина (лат. artes liberales), или тзв. тривијум и квадривијум. Студенти тог факултета, „артисти“, били су младићи, такорећи још деца, од 12—13 година. Након завршетка артистичког факултета, студенти су могли да наставе школовање на било којем старијем факултету. „Старији факултети“ били су теолошки, медицински и правни, на којима се учило не само грађанско (римско) већ и канонско (црквено) право.
Студент након окончања одређеног дела курса могао је полагати испит за бакаларијат, први научни степен, а по завршетку универзитетског курса полагао је испит за степен лиценцијата и добијао право да држи наставу другим студентима (лат. licentia docendi). Наредни степен био је степен магистра, затим највиши степен доктора.
Универзитети у средњем веку су оснивани у свим земљама Европе, тако да је с почетка 16.века у Европи било преко шездесет универзитета: 
- У Италији, поред Болоњског универзитета основаног 1088. године, основане су и познате више медицинске школе у Салерну (1158), Падови (1220), Болоњи.
- У француској поред најпознатијег Париског универзитета (1200), основани су и универзитети у Монпелијеу (1220), Тулузу и Орлеану.
- У Енглеској основани су Оксфордски (1167) и Кембрички универзитет.
- У Шпанији, први универзитет основан је у Саламанки.
- У 14. веку основани су универзитети у Прагу, Кракову и Хајделбергу.

Осим Оксфорда и Кембриџа који за медицину нису имали велики значај, најстарија медицинске школе биле су на универзитетима у Болоњи, Монпељеу, Паризу, Падови итд.